# 50th Anniversary: Ashes Are Burning: An Anthology - Live in Concert
50th Anniversary: Ashes Are Burning: An Anthology - Live in Concert es un álbum doble en vivo del grupo de rock progresivo inglés Renaissance.
Fue lanzado en el año 2021 con motivo de la celebración del 50 aniversario del grupo. Este trabajo se grabó el 12 de octubre del 2019, en el Keswick Theatre de Glenside, Pensilvania en Estados Unidos.
La banda se hizo acompañar de la Renaissance Chamber Orchestra así como la participación de Jim McCarty, uno de los miembros fundadores del grupo.

## Lista de canciones
Disco 1
1. "Carpet of the Sun" (3:50)
2. "Ocean Gypsy" (7:42)
3. "Running Hard" (9:44)
4. "Midas Man" (6:14)
5. "Symphony of Light" (12:56)
6. "Island" (6:27)
Disco 2
1. "Opening Out" (4:14)
2. "Day of the Dreamer" (9:40)
3. "Mystic and the Muse" (7:55)
4. "A Song for All Seasons" (11:08)
5. "Ashes Are Burning" (16:35)

## Integrantes
- Annie Haslam - voz principal
- Mark Lambert - guitarra, coros
- Rave Tesar - teclados
- Geoffrey Langley - teclados, coros
- Leo Traversa - bajo, coros
- Charles Descarfino - batería, percusiones, coros

Músicos invitados
- Renaissance Chamber Orchestra
- Jim McCarty - batería, percusiones, coros (pistas 6, 11)